# Велеснів
Ве́леснів — село в Україні, у Монастириській міській громаді Чортківського району Тернопільської області. Розташоване на річці Коропець, на сході району. До 2020 — адміністративний центр Велеснівської сільської ради, якій було підпорядковане село Залісся. До села належать хутори Борсукова та Яценкова, приєднано хутір Зруби. Населення — 731 особа.

## Назва
За переказами, назва села походить від давньослов'янського бога Велеса — покровителя скотарства, торгівлі, народної поезії.

## Географія

### Клімат
| Клімат Велеснева          | Клімат Велеснева | Клімат Велеснева | Клімат Велеснева | Клімат Велеснева | Клімат Велеснева | Клімат Велеснева | Клімат Велеснева | Клімат Велеснева | Клімат Велеснева | Клімат Велеснева | Клімат Велеснева | Клімат Велеснева | Клімат Велеснева |
| Показник                  | Січ.             | Лют.             | Бер.             | Квіт.            | Трав.            | Черв.            | Лип.             | Серп.            | Вер.             | Жовт.            | Лист.            | Груд.            | Рік              |
| Середній максимум, °C     | −1               | 0,6              | 5,7              | 13,6             | 19,4             | 22,5             | 23,9             | 23,3             | 19,2             | 13,2             | 6,0              | 1,1              | 12               |
| Середня температура, °C   | −4,2             | −2,6             | 1,8              | 8,5              | 13,9             | 17,1             | 18,5             | 17,8             | 14,0             | 8,5              | 3,0              | −1,6             | 7                |
| Середній мінімум, °C      | −7,4             | −5,7             | −2               | 3,5              | 8,5              | 11,8             | 13,2             | 12,4             | 8,8              | 3,9              | 0,0              | −4,3             | 3                |
| Норма опадів, мм          | 32               | 30               | 33               | 52               | 79               | 95               | 98               | 71               | 54               | 37               | 36               | 39               | 656              |
| ------------------------- | ---------------- | ---------------- | ---------------- | ---------------- | ---------------- | ---------------- | ---------------- | ---------------- | ---------------- | ---------------- | ---------------- | ---------------- | ---------------- |
| Джерело: climate-data.org |                  |                  |                  |                  |                  |                  |                  |                  |                  |                  |                  |                  |                  |

## Історія

### Археологічні дослідження
У Велеснові виявлено археологічні пам'ятки пізнього палеоліту, трипільської культури та давньоруське городище (10-13 ст.).
Поселень трипільської культри виявлено два. Перше розміщене на великому мисі, омитому річкою Коропець (правий берег річки), в урочищі Нагоринка. На території поселення виявлено залишки прямокутного житла та крем'яної майстерні, зібрано крем'яні вироби, уламжи кераміки, глиняні статуетки. Розвідки Ігоря Ґерети у 1968 р. та 1975 р. Матеріал зберігається у Тернопільському обласному краєзнавчому музеї. Друге поселення розміщене в урочищі Левада, на правому березі р. Коропець. На поверхні поселення зібрано кераміку та крем'яний інвентар. Розвідка І. П. Герети у 1971 р. Матеріал зберігається також у ТОКМ.

### Середньовіччя
Під час правління у Королівстві Русі (Руському домені короля) князя Володислава Опольського (1372–1379) — намісника короля Угорщини Людовика І Анжуйського — шляхтич Міхал Авданець отримав село.
Ще одна відома писемна згадка про Велеснів — 13 січня 1444 року як Wyelicznyew (згідно запису № 1265 у книзі актів земських та гродських Галицьких). У 1454 році власником села був шляхтич Теодорик Бучацький-Язловецький, у 1468 — його сини Міхал та Ян (Монастирський), пізніше — шляхтич Гурський. У 1552 році власниками Велеснева стали Сененські, у 1630 — представник роду Потоцьких. У 1632—1634 роках як власниця села згадана Марія Амалія Могилянка.
Неодноразово зазнавало нападів татар. Зокрема, у 1578 році село було вщент зруйноване та спалене.

### 20 століття
У 1902 році великим земельним власником у селі був Людвік Шавловський.
Під час І світової війни село було майже повністю спалене.
У 1920—1930-ті роки діяли читальня «Просвіти», українські товариства «Луг», «Рідна школа», «Сільський господар», аматорський гурток, оркестра.
У 1952 році збудували ГЕС у селі, яка, щоправда, називалась Коропецькою.
Протягом 1962–1966 село належало до Бучацького району.

### 21 століття
12 червня 2020 року, відповідно до розпорядження Кабінету Міністрів України № 724-р «Про визначення адміністративних центрів та затвердження територій територіальних громад Тернопільської області» увійшло до складу Монастириської міської громади.
Після ліквідації Монастириського району 19 липня 2020 року село увійшло до Чортківського району.

## Політика

### Парламентські вибори, 2019
На позачергових парламентських виборах 2019 року у селі функціонувала окрема виборча дільниця № 610701, розташована у приміщенні клубу.
Результати
- зареєстровано 412 виборців, явка 52,67%, найбільше голосів віддано за «Слугу народу» — 40,28%, за Всеукраїнське об'єднання «Батьківщина» — 14,81%, за Радикальну партію Олега Ляшка — 12,50%.[8] В одномандатному окрузі найбільше голосів отримав Ігор Сопель (Слуга народу) — 28,57%, за Миколу Люшняка (самовисування) — 22,58%, за Аллу Стечишин (самовисування) — 11,06%[9].

## Населення
Згідно з переписом УРСР 1989 року чисельність наявного населення села становила 672 особи, з яких 311 чоловіків та 361 жінка.
За переписом населення України 2001 року в селі мешкали 684 особи. 100 % населення вказало своєю рідною мовою українську мову.

## Економіка
У селі працює ГЕС (від 1952).

## Культура
Діють бібліотека, обласний комунальний етнографічно-меморічний музей В. Гнатюка (1968).

## Пам'ятки
Є церква Перенесення мощей святого Миколая (1864; кам'яна, реставрована 1992; оновлена 1999, художник М. Довгань, прибудова 2003), римсько-католицька каплиця (1928).
- Насипана символічна могила Борцям за волю України (1938; відновлено 1993),
- споруджено пам'ятник академіку В. Гнатюку[d] (1971; скульптор Л. Біганич, архітектор В. Блюсюк),
- пам'ятник полеглим[d] у німецько-радянській війні воїнам-односельцям (1975; скульптор Д. Крвавич, архітектор О. Смуріков),
- встановлено дві пам'ятні таблиці В. Гнатюкові — у фоє музею (1968; скульп. Б. Романець) і на будинку школи (1991; скульп. Б. Рудий).
- братська могила[d] розстріляних в 1942-1943 рр. (15-20 чол.);
- братська могила[d] часів І світової війни;

- Стоянка та поселення Велеснів I[d] (пізній палеоліт (40—10 тис. років тому); трипільська культура (IV — кін. III тис. до н. е.));
- Стоянка та поселення Велеснів II[d] (пізній палеоліт (40—10 тис. років тому); трипільська культура (IV — кін. III тис. до н. е.));
- Поселення Велеснів III[d] (трипільська культура (IV — кін. III тис. до н. е.));
- Поселення Велеснів IV[d] (трипільська культура (IV — кін. III тис. до н. е.));
- Стоянка та курганний могильник Велеснів V[d] (пізній палеоліт (40—10 тис. років тому); підкарпатська культура шнурової кераміки (XIX—XVI ст. до. н. е.));
- Поселення Велеснів VI[d] (трипільська культура (IV — кін. III тис. до н. е.));
- Стоянка та поселення Велеснів VII[d] (пізній палеоліт (40—10 тис. років тому); трипільська культура (IV — кін. III тис. до н. е.));

## Світлини

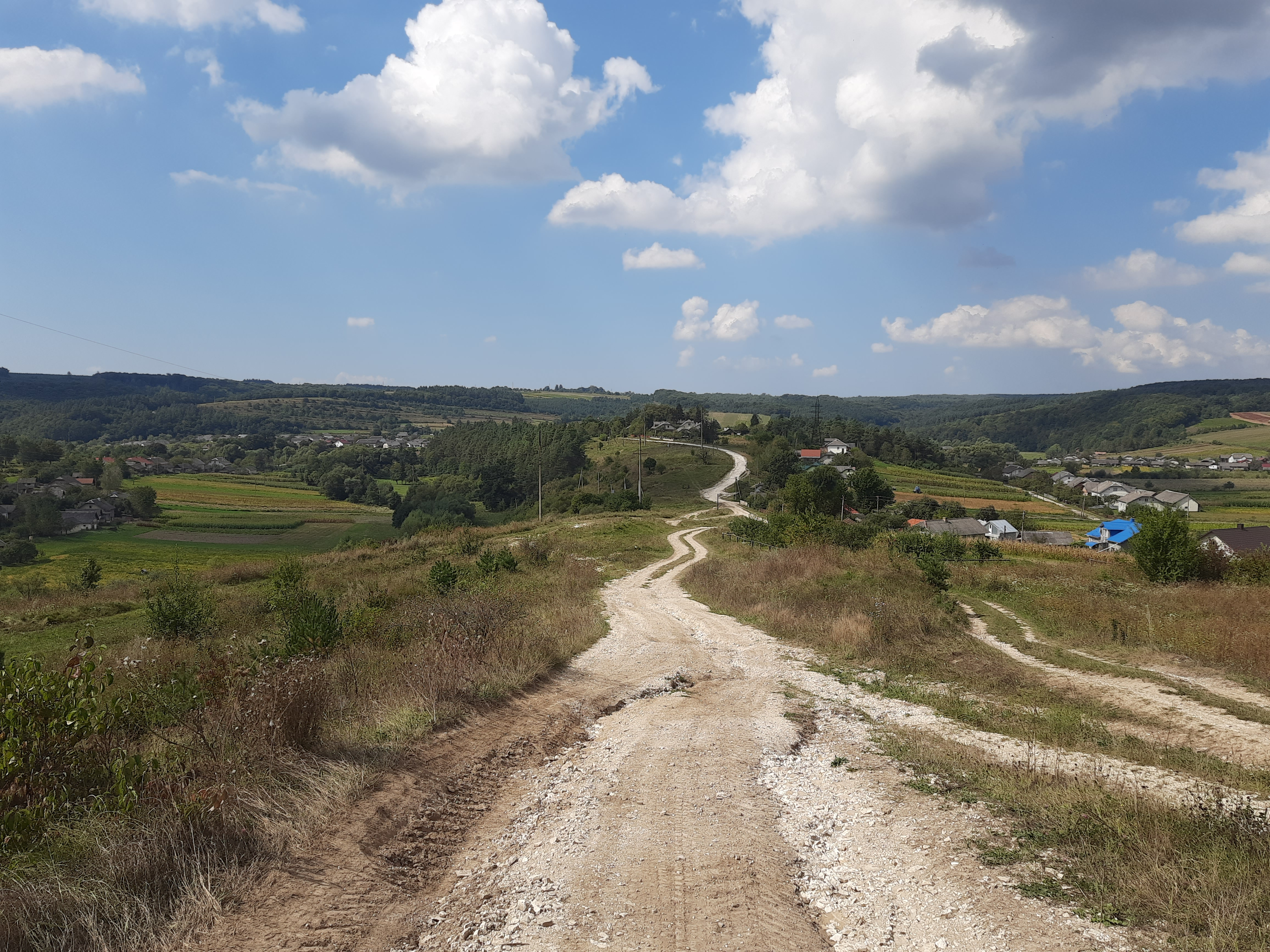
Вигляд на село з пагорба
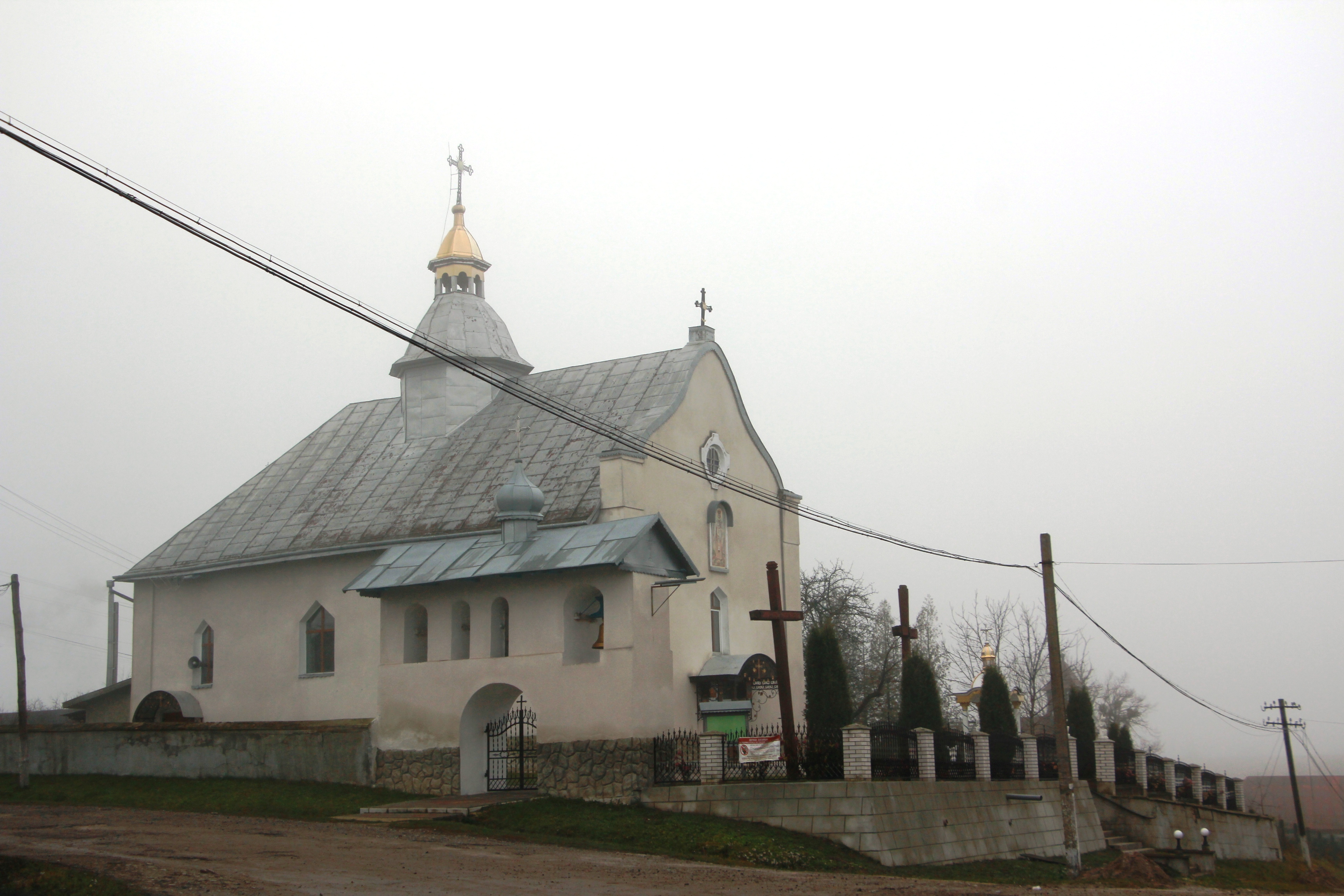
Церква Перенесення мощей св. Миколая 1864
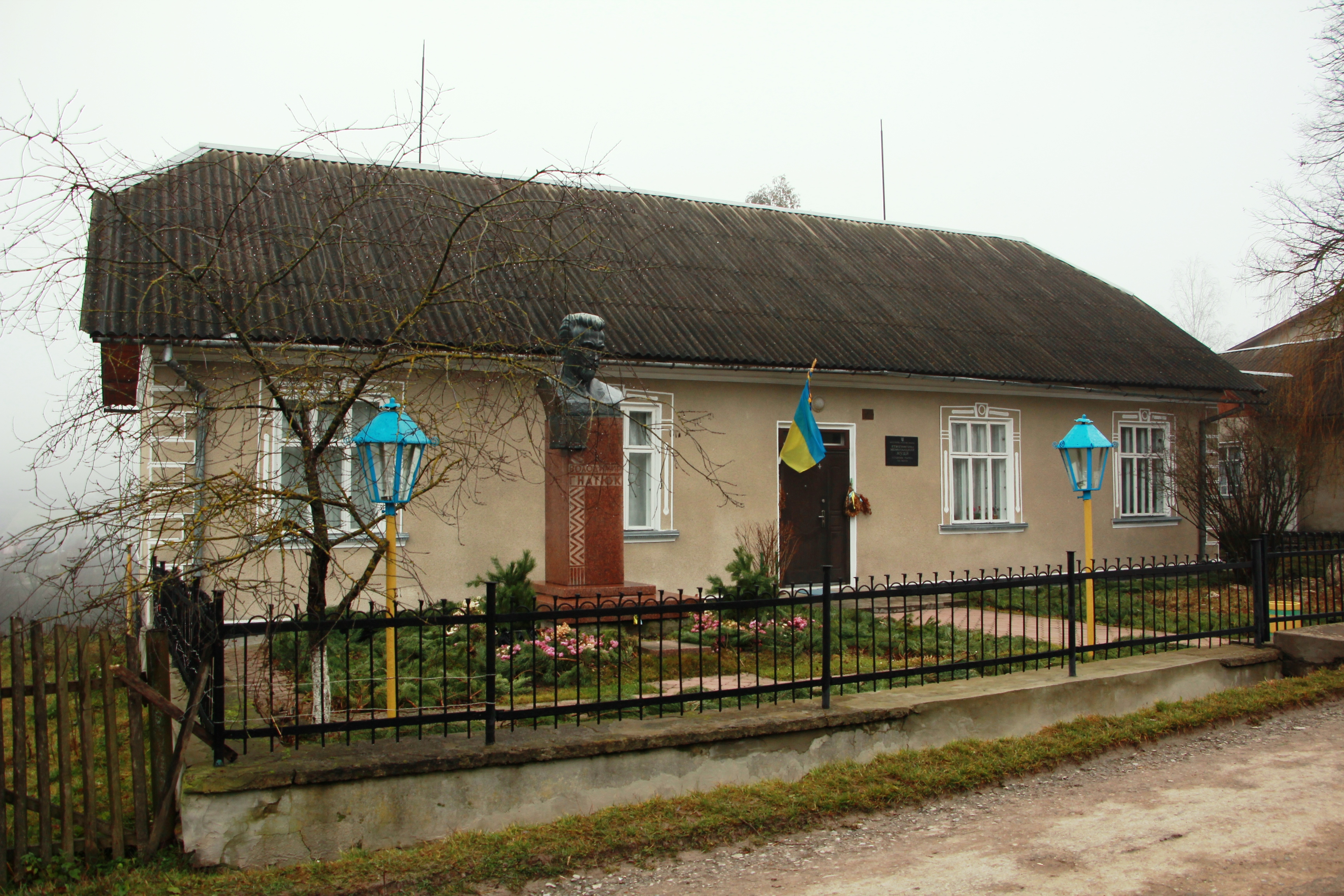
Музей Володимира Гнатюка
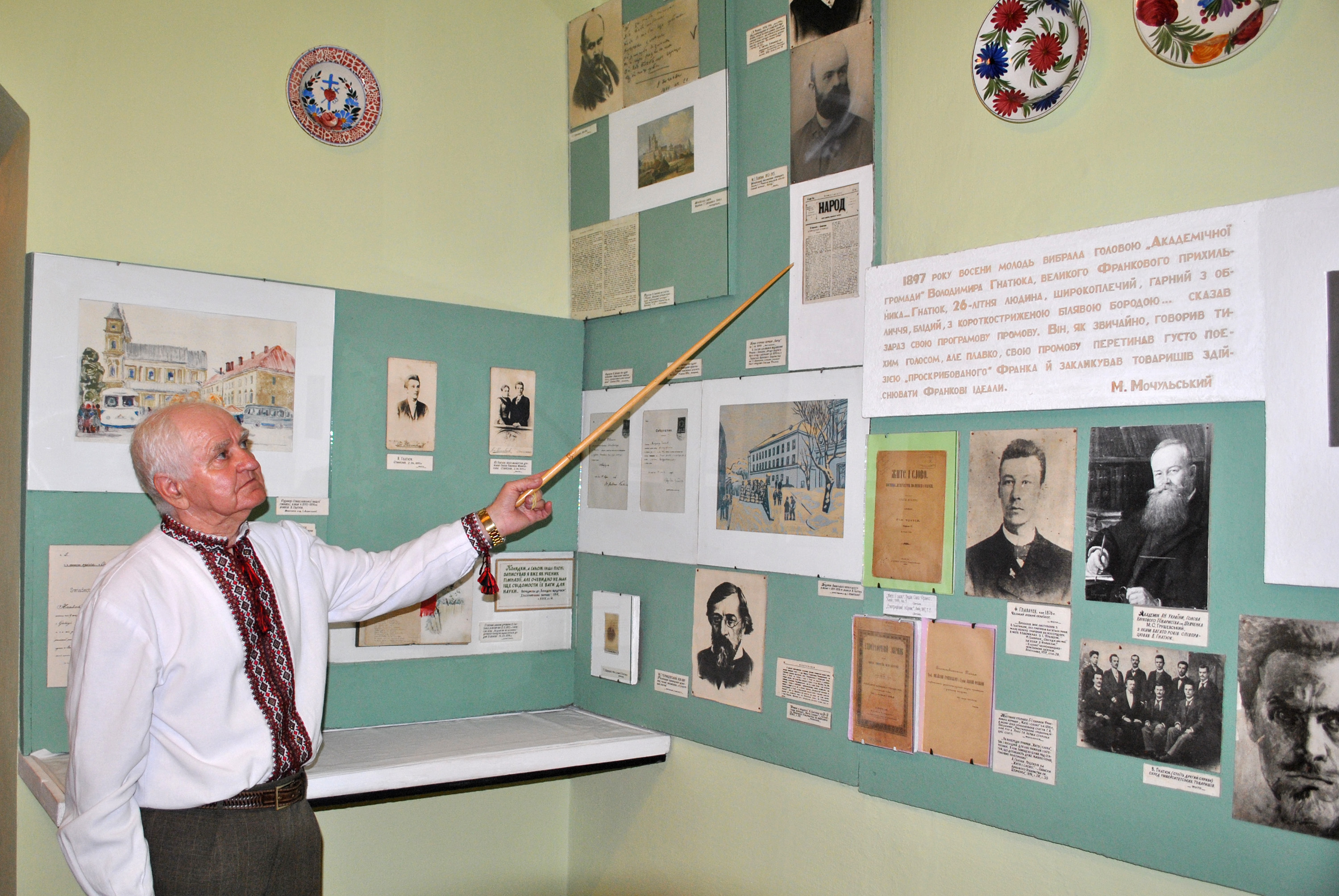
У музеї Володимира Гнатюка
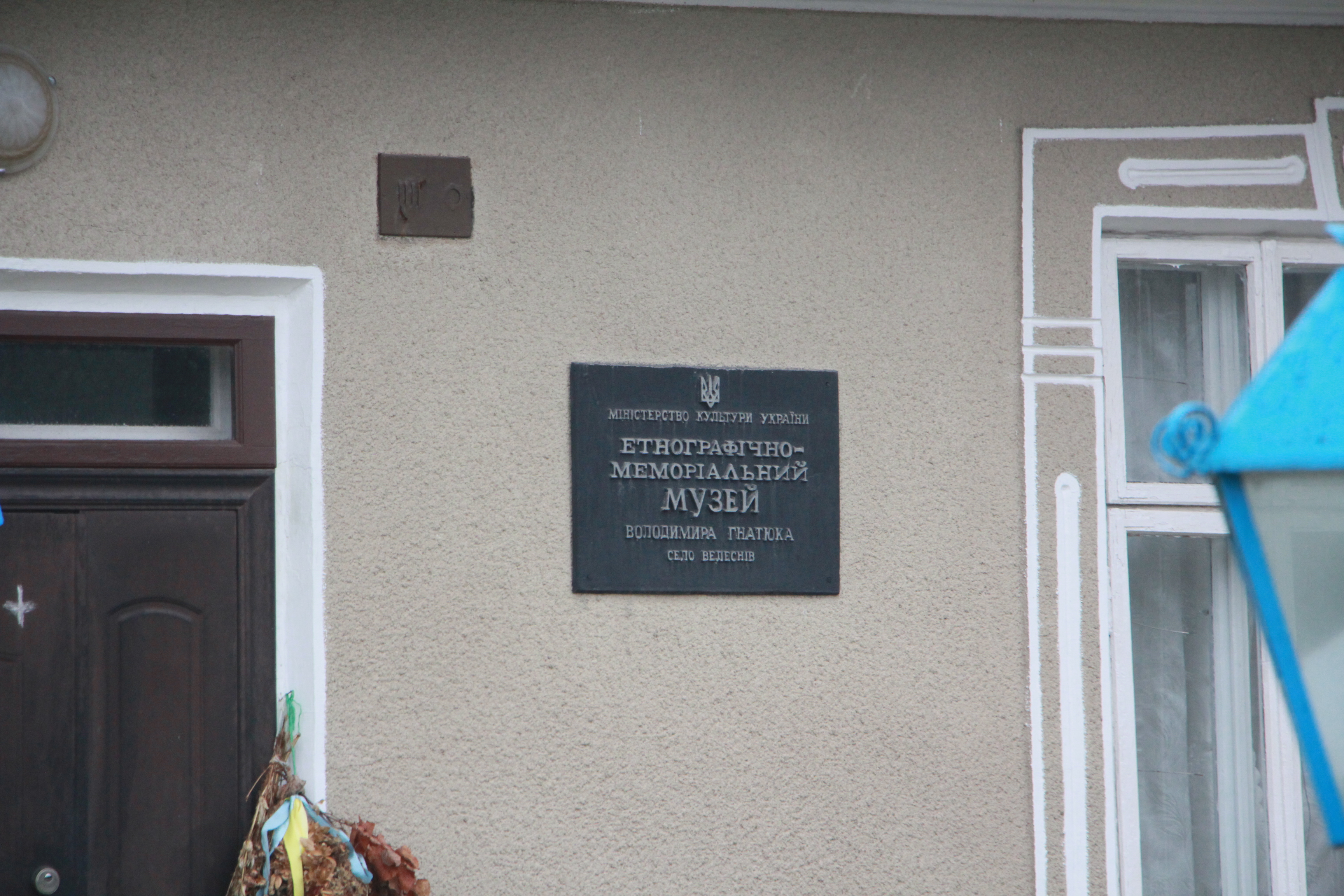
Музей Володимира Гнатюка
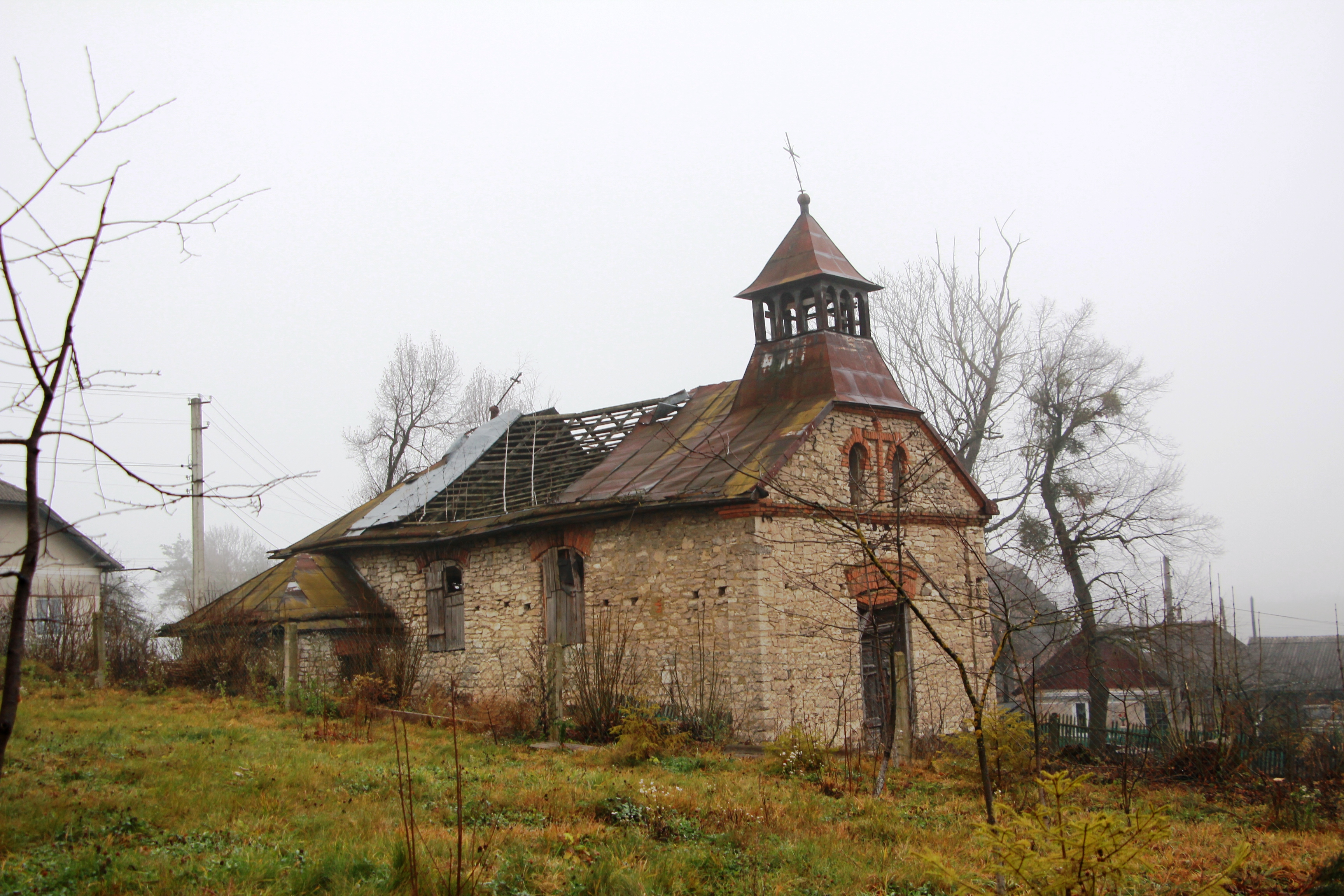
Руїни старого костелу
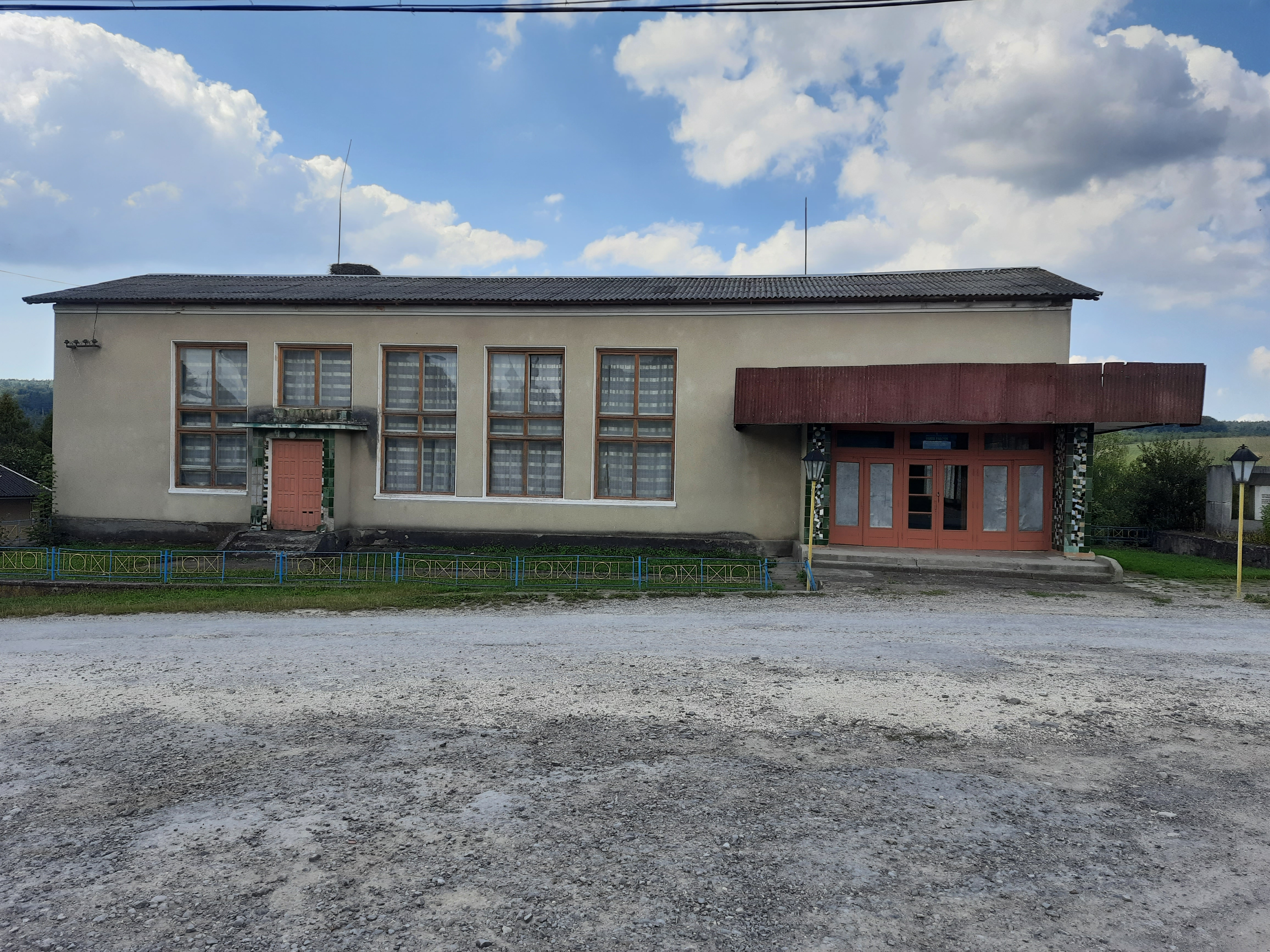
Клуб
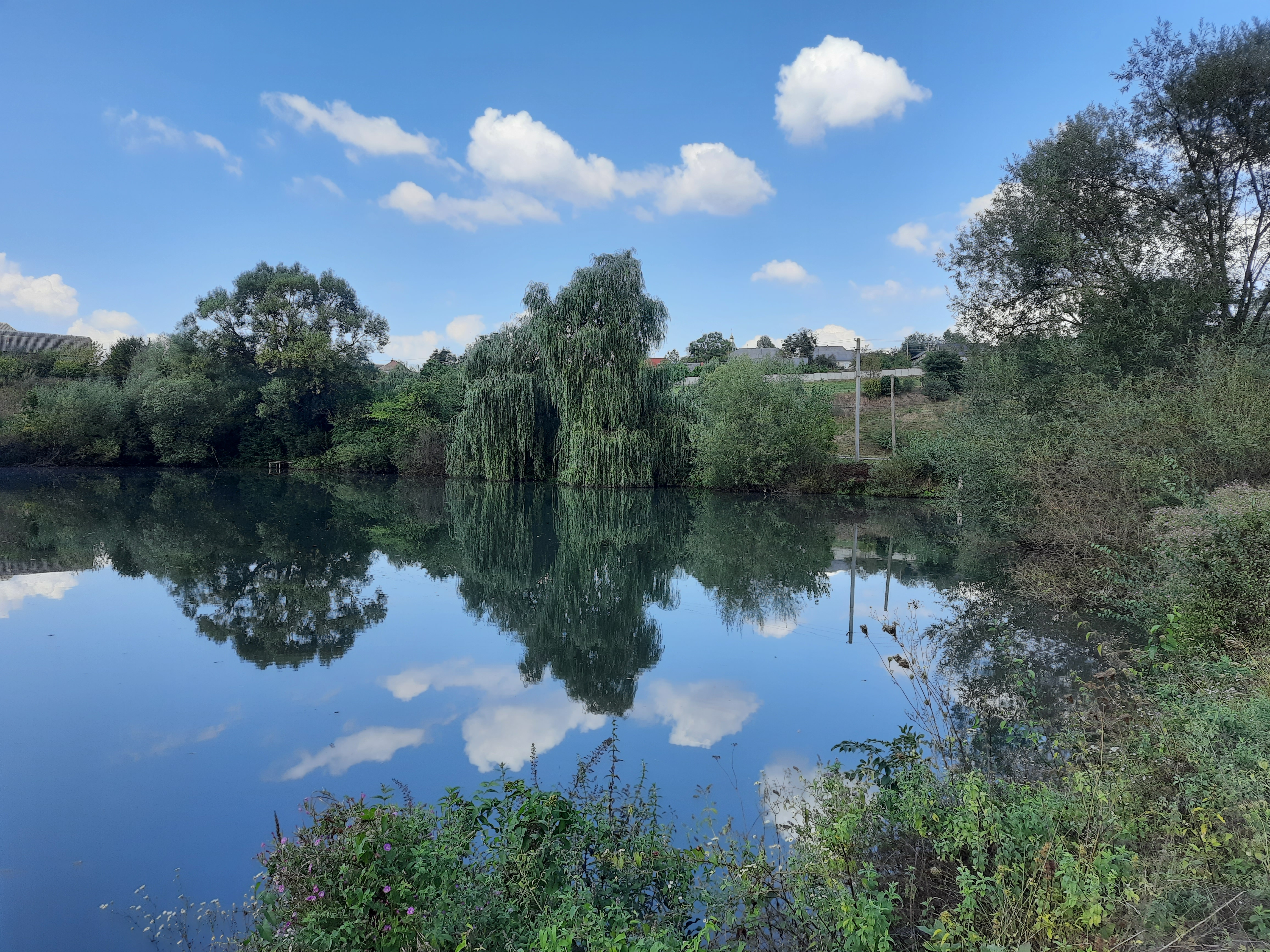
Став біля села

## Відомі люди

### Народилися
- Володимир Гнатюк (1871—1926) — вчений-етнограф, академік
- Марія Малиняк-Гримак — поетеса і співачка
- Микола Гук — фольклорист
- Василь Ільків — самодіяльний композитор і співак
- Красневич (Осиф) Михайло Іванович (14 листопада 1980 — 18 серпня 2022) — український військовик, учасник російсько-української війни[13].
- Петро Остап'юк (нар. 1954) — поет, громадський діяч, член НСПУ
- Сухецький Роман Васильович (20 серпня 1984 - 17 лютого 2023)- український військовик, учасник російсько-української війни[14][15].
- Романа Черемшинська (нар. 1944) — краєзнавець, вишивальниця, членкиня ВУСК.

### Пов'язані із селом

Пам'ятник Володимирові Гнатюку

- Остап Черемшинський (1936—2015) — заслужений працівник культури України, засновник і директор музею В. Гнатюка,
- Ігор Ґерета (1938—2002) — проводив археологічні дослідження.
- Григорій Маладика — директор Коропецької ГЕС[16]